# 1933 w filmie
Wydarzenia filmowe w 1933 roku.

## Wydarzenia
- 2 stycznia – amerykański producent filmowy David O. Selznick (od 1931 szef produkcji w RKO Radio Pictures, współproducent m.in. filmu King Kong), powrócił do wytwórni Metro-Goldwyn-Mayer, gdzie został drugim kierownikiem produkcji.
- Założono Brytyjski Instytut Filmowy.

## Premiery

### Filmy polskie
- 7 stycznia – 10% dla mnie
- 21 stycznia – Romeo i Julcia
- 24 lutego – Każdemu wolno kochać – reż. Mieczysław Krawicz
- 14 marca – Ostatnia eskapada
- 1 kwietnia – Pod Twoją obronę
- 7 kwietnia – Jego ekscelencja subiekt
- 14 września – Dzieje grzechu
- 5 października – Dwanaście krzeseł
- 27 października – Szpieg w masce
- 16 listopada – Przybłęda
- 21 listopada – Sabra
- 9 grudnia – Zabawka – reż. Michał Waszyński
- 23 grudnia – Prokurator Alicja Horn – reż. Michał Waszyński
- 24 grudnia – Wyrok życia

### Filmy zagraniczne
- King Kong – reż. Merian C. Cooper, Ernest Schoedsack (wyk. Fay Wray, Robert Armstrong, Bruce Cabot)
- A Shriek in the Night  – reż. Albert Ray
- Blue of the Night – reż. Leslie Pearce (wyk. Bing Crosby, Marjorie Kane)
- Sing, Bing, Sing – reż. Babe Stafford (wyk. Bing Crosby, Florine McKinney)
- College Humor – reż. Wesley Ruggles (wyk. Bing Crosby, Jack Oakie, Richard Arlen, Mary Carlisle)
- Too Much Harmony – reż. A. Edward Sutherland (wyk. Bing Crosby, Jack Oakie, Richard Gallagher)
- Please – reż. Arvid E. Gillstrom (wyk. Bing Crosby, Vernon Dent, Mary Kornman)
- Going Hollywood – reż. Raoul Walsh (wyk. Bing Crosby, Marion Davies)
- 5 raske piger – reż. A. W Sandberg

## Nagrody filmowe
- W 1933 roku nie przyznano Oscarów. W 1934 roku przyznano je za sezon 1932/1933.
  - Zobacz: Oscary za sezon 1932/1933

## Urodzili się
- 1 stycznia – Mieczysław Kalenik, polski aktor (zm. 2017)
- 2 stycznia:
  - Henryk Łapiński, polski aktor (zm. 2020)
  - Włodzimierz Panasiewicz, polski aktor (zm. 1996)
- 15 stycznia – Patricia Blair, amerykańska aktorka (zm. 2013)
- 17 stycznia – Tadeusz Olesiński, polski aktor (zm. 1999)
- 18 stycznia – John Boorman, brytyjski reżyser
- 4 lutego:
  - Maria Chwalibóg, polska aktorka (zm. 2024)
  - Toshi Ichiyanagi, japoński kompozytor (zm. 2022)
- 12 lutego – Bruno O’Ya, aktor (zm. 2002)
- 14 marca – Michael Caine, angielski aktor
- 19 marca:
  - Zofia Czerwińska, polska aktorka (zm. 2019)
  - Renée Taylor, amerykańska aktorka, reżyserka i scenarzystka filmowa
- 9 kwietnia – Jean-Paul Belmondo, francuski aktor (zm. 2021)
- 19 kwietnia – Jayne Mansfield, amerykańska aktorka (zm. 1967)
- 12 maja – Zofia Kucówna, polska aktorka, pedagog, pisarka (zm. 2024)
- 23 maja – Joan Collins, brytyjska aktorka
- 11 czerwca – Gene Wilder, amerykański aktor (zm. 2016)
- 20 czerwca:
  - Danny Aiello, amerykański aktor (zm. 2019)
  - Katarzyna Łaniewska, polska aktorka (zm. 2020)
- 27 czerwca – Gary Crosby, amerykański aktor i piosenkarz (zm. 1995)
- 30 czerwca – Lea Massari, włoska aktorka
- 19 sierpnia – Włodzimierz Kaczmarski, polski kierownik produkcji (zm. 2002)
- 3 listopada – Jeremy Brett, brytyjski aktor (zm. 1995)
- 15 listopada – Gloria Foster, amerykańska aktorka (zm. 2001)
- 25 listopada – Kathryn Grant Crosby, amerykańska aktorka (zm. 2024)
- 4 grudnia – Horst Buchholz, niemiecki aktor (zm. 2003)

## Zmarli
- 28 kwietnia – Robin Irvine, brytyjski aktor filmowy i teatralny (ur. 1901)
- 5 października – Renée Adorée, francuska aktorka (ur. 1898)
- 25 października – Lillian Hall-Davis, brytyjska aktorka filmowa (ur. 1898)